# Megadiaptomus pseudohebes
Megadiaptomus pseudohebes is een eenoogkreeftjessoort uit de familie van de Diaptomidae. De wetenschappelijke naam van de soort is voor het eerst geldig gepubliceerd in 1988 door Reddy.